# Гуральник, Роберт
Роберт Гуральник (род. 10 июля 1950 года в Лос-Анджелесе) — американский математик. Работает профессором математики в Университете Южной Калифорнии (который является его альма-матер). В 2012 году был избран членом Американского математического общества. В 2014 году принял участие в Британском математическом коллоквиуме. В 2018 году получил премию Коула по алгебре.